# 엑스디너리 히어로즈
엑스디너리 히어로즈(Xdinary Heroes)는 JYP 엔터테인먼트 소속으로 2021년 12월 6일에 데뷔한 대한민국의 6인조 보이 밴드이다.

## 구성원
| 이름    | 소개 |
| ------- | --- |
| 건일    | - 본명 : 구건일 - 생년월일 : 1998년 7월 24일(26세) - 출생지 : 대한민국 - 활동기간 : 2021년 12월 6일 ~ 현재 |
| 정수    | - 본명 : 김정수 - 생년월일 : 2001년 6월 26일(24세) - 출생지 : 대한민국 - 활동기간 : 2021년 12월 6일 ~ 현재 |
| 가온    | - 본명 : 곽지석 - 생년월일 : 2002년 1월 14일(23세) - 출생지 : 대한민국 - 활동기간 : 2021년 12월 6일 ~ 현재 |
| O.de    | - 본명 : 오승민 - 생년월일 : 2002년 6월 11일(23세) - 출생지 : 대한민국 - 활동기간 : 2021년 12월 6일 ~ 현재 |
| Jun Han | - 본명 : 한형준 - 생년월일 : 2002년 8월 18일(22세) - 출생지 : 대한민국 - 활동기간 : 2021년 12월 6일 ~ 현재 |
| 주연    | - 본명 : 이주연 - 생년월일 : 2002년 9월 12일(22세) - 출생지 : 대한민국 - 활동기간 : 2021년 12월 6일 ~ 현재 |

## 음반

### 정규
- 2024년 4월 30일 《Troubleshooting》

### EP
- 2022년 7월 20일 《Hello, world!》
- 2022년 11월 11일 《Overload》
- 2023년 4월 26일 《Deadlock》
- 2023년 10월 11일 《Livelock》
- 2024년 10월 14일 《LIVE and FALL》

### 디지털 싱글
- 2021년 12월 6일 《Happy Death Day》
- 2024년 6월 3일 《Open ♭eta v6.1》
- 2024년 7월 8일 《Open ♭eta v6.2》
- 2024년 8월 5일 《Open ♭eta v6.3》
- 2024년 9월 9일 《Open ♭eta v6.4》
- 2025년 7월 7일 《FiRE (My Sweet Misery)》

## 수상 목록

### 시상식
- 2022년 엠넷 아시안 뮤직 어워즈 베스트 밴드 퍼포먼스상
- 2022년 엠넷 아시안 뮤직 어워즈 베스트 뉴 메일 아티스트상
- 2024년 제33회 하이원 서울가요대상 밴드상
- 2024년 31주년 한터뮤직어워즈 2023 밴드부문 특별상
- 2025년 2025 아시아 스타 엔터테이너 어워즈 더 베스트 밴드상